# Karl Henry
Karl Henry (Ashmore Park, Wolverhampton, 1982. november 26. –) angol labdarúgó.

## Pályafutása

### Stoke City
Henry Wolverhamptonban született, de pályafutását a Stoke Citynél kezdte még 16 évesen. Első bemutatkozása csapatában a 2007. február 7-én Walsall ellen a Johnstone's Paint Trófea mérkőzésen volt. Szezon során kezdő játékos volt csapatában. Első gólját a  Stoke Citynél a Brentford ellen szerezte egy 4-2-es győzelmen, 2002 decemberében. Henry a 2003-04-es szezonban kölcsönadták a Cheltenham Townnak. Első gólját  a Mansfield Town ellen szerezte egy 4-2-es győzelmen.

## Díjak, sikerek
- Wolverhampton Wanderers
  - Angol másodosztály: 2008–09